# ストレンジャーtonight
「ストレンジャーtonight」（ストレンジャー・トゥナイト）は、1988年1月21日にビクター音楽産業より発売された荻野目洋子の14枚目のシングル。

## 概要
表題曲「ストレンジャーtonight」は、荻野目自身が主演したテレビ朝日系単発ドラマ『マドンナ先生はロックンローラー!』の主題歌。テレビの音楽番組では「ロメオ」の歌詞を「クーペ」と変えて歌唱されたことがある。
本作で1987年の「さよならの果実たち」以来、荻野目自身2曲目となるオリコンチャート第1位を獲得した。また、TBSテレビ「ザ・ベストテン」には5週に亘ってランクインし、1988年年間ランキングは64位であった。
第30回日本レコード大賞金賞受賞曲。第17回FNS歌謡祭最優秀歌謡音楽賞受賞。
B面の「BUS STOP」はホリーズのカバー。
このシングルから8センチCDでも発売されるようになった。

## 収録曲
- 両楽曲共に、作詞：売野雅勇

1. ストレンジャーtonight（4分3秒）
作曲：NOBODY／編曲：米光亮
  - テレビ朝日系ドラマ『マドンナ先生はロックンローラー!』主題歌
2. BUS STOP（3分42秒）
作曲：Graham Gouldman／編曲：西平彰